# Herbert Bach
Herbert Jakob Bach (Weiler (Boppard), 4 februari 1891 - Berlijn, 8 mei 1945) was een Duitse officier en een SS-Brigadeführer (brigadegeneraal) tijdens de Tweede Wereldoorlog. Hij was ook jurist.

## Leven
Op 4 februari 1891 werd Herbert Bach geboren in Weiler. Na zijn schoolgang, ging hij studeren. In 1918, op de gevorderde leeftijd van 27 slaagde Bach relatief laat voor zijn juridisch examen. Hij zou twee keer zijn gezakt voor het examen, en kreeg koninklijke dispensatie en slaagde de derde poging. 

### Eerste Wereldoorlog
Bach nam aan de Eerste Wereldoorlog deel. Bij welke eenheid en aan welk front hij gediend heeft is niets bekend. Hij werd meerdere keren bevorderd tot zijn eindrang van Leutnant der Reserve (tweede luitenant in de militaire reserve). Bach werd onderscheiden met de beide klassen van het IJzeren Kruis 1914.

### Interbellum
In 1922 werd Bach aangesteld als aankomend jurist. Hierna werd hij in 1927 kanton- en staatsrechter. In 1929 werd aangenomen als kantonrechter, en werd in 1930 geplaatst in het kantongerecht Berlin-Weißensee.
Op 1 september 1931 werd Bach tegelijk lid van de Nationaalsocialistische Duitse Arbeiderspartij (NSDAP) en de Schutzstaffel (SS) en werd op 13 oktober 1931 als SS-Anwärter ingeschaald. Bijna een laat later werd hij bevorderd tot SS-Mann. Bach was ook lid van de Lebensborn. Hij werd ere-juridisch adviseur van SS-Abschnitts III „Spree“, en later tijdens zijn tijd bij de hoogste bestuursrechter in Berlijn, ere-juridisch adviseur z.b.V. bij de Reichsführer-SS Heinrich Himmler.
Na de machtsovername door de nationaalsocialisten, maakte hij snel carrière. Op 1 augustus 1933 werd hij benoemd tot directeur van het Amtsgericht Berlin-Mitte. Drie maanden later werd Bach benoemd tot Oberverwaltungsgerichtsrat. In juni 1934 volgde ook zijn benoeming tot voorzitter van de Senaat van het Oberverwaltungsgericht in Berlijn. Op 20 september 1935 werd Bach bevorderd tot SS-Standartenführer (Kolonel). In de loop van de oprichting van het Reichsverwaltungsgericht (vrije vertaling: Rijks administratieve rechtbank) brak er binnen de NSDAP een machtsstrijd uit. Aangezien Bach als voorzitter van de Senaat vonnissen velde die in strijd waren met de partijlijn, werd in 1941 Walter Sommer benoemd tot president van de nieuw opgerichte Reichsverwaltungsgericht. 

### Tweede Wereldoorlog
Op 1 september 1939 werd Bach als Leutnant der Reserve z.V. (tweede luitenant in de militaire reserve speciaal gebruik) ingezet in de Wehrmacht. En werd geplaatst in het 3e Legerkorps. Op 9 november 1944 werd hij nog geplaatst in de Persönlicher Stab Reichsführer-SS. Begin mei 1945 na de Slag om Berlijn pleegde Bach zelfmoord.

## Carrière
Bach bekleedde verschillende rangen in zowel de Deutsche Heer als Allgemeine-SS. De volgende tabel laat zien dat de bevorderingen niet synchroon liepen.
| Datums            | Deutsche Heer             | Allgemeine-SS          | Wehrmacht                 |
| ----------------- | ------------------------- | ---------------------- | ------------------------- |
| 1 december 1914   | Gefreiter                 | —                      | —                         |
| 19 mei 1915       | Unteroffizier             | —                      | —                         |
| 12 juli 1915      | Vizefeldwebel             | —                      | —                         |
| 21 augustus 1915  | Reserve Offizier Aspirant | —                      | —                         |
| 18 november 1915  | Leutnant der Reserve      | —                      | —                         |
| 1 september 1939  | —                         | —                      | Leutnant der Reserve z.V. |
| 13 oktober 1931   | —                         | SS-Anwärter            | —                         |
| 1 september 1932  | —                         | SS-Mann                | —                         |
| 1 oktober 1932    | —                         | SS-Scharführer         | —                         |
| 18 april 1933     | —                         | SS-Truppführer         | —                         |
| 3 september 1933  | —                         | SS-Sturmführer         | —                         |
| 30 januari 1934   | —                         | SS-Obersturmführer     | —                         |
| 1 mei 1934        | —                         | SS-Sturmhauptführer    | —                         |
| 9 november 1934   | —                         | SS-Sturmbannführer     | —                         |
| 30 januari 1935   | —                         | SS-Obersturmbannführer | —                         |
| 15 september 1935 | —                         | SS-Standartenführer    | —                         |
| 20 april 1937     | —                         | SS-Oberführer          | —                         |
| 30 januari 1941   | —                         | SS-Brigadeführer       | —                         |

## Lidmaatschapsnummers
- NSDAP-nr.:  629 762[3] (lid geworden 1 september 1931[1])
- SS-nr.: 34 949[3] (lid geworden 1 september 1931[1])

## Onderscheidingen
- IJzeren Kruis 1914, 1e Klasse[3] (1 mei 1918[1]) en 2e Klasse (23 juni 1915[1])
- Kruis voor Oorlogsverdienste, 1e Klasse (30 januari 1944[1]) en 2e Klasse (1943[1])
- Erekruis voor Frontstrijders in de Wereldoorlog[3][1]
- Ehrendegen des Reichsführers-SS[3]
- SS-Ehrenring[3]
- Kruis voor Militaire Verdienste (Oostenrijk-Hongarije), 3e Klasse met Oorlogsdecoratie[1]